# Alexandra Daddario
Alexandra Anna Daddario, född 16 mars 1986 i New York, är en amerikansk skådespelare. Hon nominerades 2022 till en Primetime Emmy Award för Bästa kvinnliga biroll i TV-serien The White Lotus. 
Daddario har bland annat spelat rollen Annabeth Chase i filmerna Percy Jackson och kampen om åskviggen och Percy Jackson och monsterhavet. Hon har också haft roller i The Squid and the Whale, The Babysitters, True Detective, The Hottest State och TV-serien White Collar. Daddarios första roll var som Laurie Lewis i TV-serien All My Children (2002–2003).

## Biografi
Daddarios föräldrar är advokaten Christina och åklagaren Richard Daddario. Hon växte upp i Upper East Side på Manhattan. Hon har bland annat italienskt ursprung. Som barn gick hon bland annat i privatskola som förberedande till college och för att inlära grunderna till skådespeleri och dans. Senare gjorde hon ett gästspel på college innan hon tog steget fullt ut till att bli skådespelare. Hon har i många år studerat Meisnertekniken.

## Filmografi (i urval)

### Film
| år   | Titel                                     | Roll           |
| ---- | ----------------------------------------- | -------------- |
| 2005 | The Squid and the Whale                   | "söt flicka"   |
| 2006 | Pitch (kortfilm)                          | Alex           |
| 2006 | The Hottest State                         | Kim            |
| 2007 | The Babysitters                           | Barbara Yates  |
| 2007 | The Attic                                 | Ava Strauss    |
| 2009 | Jonas Brothers: The 3D Concert Experience | "flickvän"     |
| 2010 | Percy Jackson och kampen om åskviggen     | Annabeth Chase |
| 2010 | Bereavement                               | Allison Miller |
| 2011 | Hall Pass                                 | Paige          |
| 2013 | Texas Chainsaw 3D                         | Heather Miller |
| 2013 | Percy Jackson och monsterhavet            | Annabeth Chase |
| 2013 | Life in Text                              | Haley Greene   |
| 2014 | Unreachable by Conventional Means         | Kate           |
| 2015 | Burying the Ex                            | Olivia         |
| 2015 | San Andreas                               | Blake Gaines   |
| 2016 | The Choice                                | Monica         |
| 2016 | The Layover                               | Kate           |
| 2017 | Baywatch                                  | Summer Quinn   |
| 2018 | When We First Met (TV-film)               | Avery          |
| 2018 | Night Hunter                              | Rachel         |
| 2019 | Can You Keep a Secret? (TV-film)          | Emma Corrigan  |
| 2022 | Wildflower                                | Joy            |
| 2024 | I Wish You All the Best                   | Hannah         |

### TV
| år      | Titel                             | Roll                      | anmärkningar                          |
| ------- | --------------------------------- | ------------------------- | ------------------------------------- |
| 2002–03 | All My Children                   | Laurie Lewis              | 43 episoder                           |
| 2004    | I lagens namn (TV-serie)          | Felicia                   | episod: "Enemy"                       |
| 2006    | I lagens namn (TV-serie)          | Samantha Beresford        | episod: "Release"                     |
| 2006    | Conviction                        | Vanessa                   | episod: "Pilot"                       |
| 2006    | The Sopranos                      | en annan kvinna           | episod: "Johnny Cakes"                |
| 2009    | Damages                           | Lily Arsenault            | episod: "I Lied, Too"                 |
| 2009    | Life on Mars                      | Emily "Rocket Girl" Wyatt | episod: "Let All the Children Boogie" |
| 2009    | Nurse Jackie                      | ung kvinna                | episod: "Pilot"                       |
| 2009    | Law & Order: Criminal Intent      | Lisa Wellesley            | episod: "Salome in Manhattan"         |
| 2009–11 | White Collar                      | Kate Moreau               | återkommande roll, 11 episoder        |
| 2011–12 | Parenthood                        | Rachel                    | 5 episoder                            |
| 2012    | It's Always Sunny in Philadelphia | Ruby Taft                 | episod: "Charlie and Dee Find Love"   |
| 2014    | True Detective                    | Lisa Tragnetti            | 4 episoder                            |
| 2014    | New Girl                          | Michelle                  | 2 episoder                            |
| 2014    | Married                           | Ella, servitris           | episod: "Pilot"                       |
| 2015    | The Last Man on Earth             | Victoria                  | episod: "Alive in Tucson"             |
| 2015    | American Horror Story             | Natacha Rambova           | 3 episoder                            |
| 2019    | Why Women Kill                    | Jade                      | 10 episoder                           |
| 2021    | The White Lotus                   | Rachel Patton             | 6 episoder                            |
| 2023    | Mayfair Witches                   | Rowan Fielding            | 8 episoder                            |